# Moral um Mitternacht
Pour plus de détails, voir Fiche technique et Distribution.
Moral um Mitternacht est un film romantique allemand de Marc Sorkin sorti en 1930.

## Fiche technique
- Titre anglais : Morals at Midnight
- Réalisation : Marc Sorkin, assisté de Paul Falkenberg
- Photographie :
- Scénario : Hans Heinz Zerlett ⋅
- Décors :
- Date de sortie : 20 juin 1930
- Durée : 102 min.
- Producteur :  G. W. Pabst
- Musique : Jacques Célérier, Georges Célérier

## Distribution
- Gustav Diessl   : Brat, ein Gefangener
- Camilla Horn : Nelly Wendt
- Vladimir Sokoloff  : Ein Aufseher
- Karl Falkenberg  : Zweiter Aufseher
- Michael von Newlinsky  : Edgar, Nellys Freund
- Lya Lys  : Nora
- Drei Antonys  : Drei Clowns